# هاینکل هائی ۶
هاینکل اچ‌ایی ۶ (به انگلیسی: Heinkel HE 6) یک هواپیمای تک‌باله تک‌‌موتوره آبنشین ساخت شرکت هاینکل در اواخر دهه ۱۹۲۰ میلادی بود. اچ‌ایی ۶ نخستین پروازش را در ۱۹۲۷ میلادی انجام داد.

## توسعه
در دهه ۱۹۲۰ میلادی بسیاری سعی کردند حتی به قیمت جانشان هم که شده با هوای خود عرض اقیانوس اطلس از قاره اروپا تا قاره آمریکا را طی کنند تا این که در ۲۱ مه ۱۹۲۷ چارلز لیندبرگ، خلبان آمریکایی موفق شد این عمل را به کمک هواپیمای ساخته‌شده به دست شرکت هوانوردی رایان با پرواز ۳۳ و نیم ساعته از نیویورک به پاریس به انجام برساند. اما کار سخت‌تر هنوز انجام نشده باقی مانده بود چرا که با وزش باد مخالف در اقیانوس اطلس کار پرواز از اروپا به آمریکا دشوارتر به نظر می‌رسید. نهایتاً ۱۱ ماه بعد هرمان کوهل به کمک هواپیمای یونکرس و۳۳ این عملیات را نیز تکمیل کرد.
در سال ۱۹۲۷ کار بر روی اچ‌ایی ۶ در پوشش یک سرمایه‌گذاریی خصوصی توسط ارنست هاینکل، مهندس آلمانی آغاز شد اما در اصل این هواپیما به سفارش نیروی دریایی آلمان طراحی می‌شد. نیروی دریایی این کشور همچنین از شرکت‌های تلفن‌کن و لورنز نیز خواست تجهیزات ارتباط رادیویی در ظاهر تجاری اما ذاتاً نظامی برای این هواگرد طراحی کنند. این مخفی کاری‌ها به جهت اعمال ممنوعیت ساخت هواپیماهای نظامی توسط آلمان در پیمان ورسای صورت می‌گرفت.
شرکت ترابری موسوم به خط هامبورگ-آمریکا نیز به جهت اهداف تجاری از این طرح حمایت می‌کرد.

## انواع
اچ‌ایی۶-اِیمدل اصلی با موتور ب‌ام‌و ۶-اِی
اچ‌ایی۶-بیمدلی با موتور پکارد ۳ای-۲۵۰۰

## مشخصات فنی (اچ‌ایی۶-بی)

### مشخصات عمومی
- خدمه: ۲ نفر
- طول: ۱۳٫۱۸ متر
- طول بال: ۱۸٫۲ متر
- ارتفاع: ۴٫۶۵ متر
- مساحت بال: ۶۰٫۹۳ متر مربع
- وزن خالی: ۲۸۰۰ کیلوگرم
- وزن خالص: ۶۰۰۰ کیلوگرم
- نیرومحرکه: یک موتور پیستونی خطی ۱۲ سیلندر پکارد ۳ای-۲۵۰۰ خنک شونده با مایعات: ۸۰۰ اسب بخار

### عملکرد
- حداکثر سرعت: ۲۰۵ کیلومتر بر ساعت
- پایاسیر: ۱۸۰ کیلومتر بر ساعت
- برد: ۱۶۸۰ کیلومتر
- حداکثر ارتفاع: ۲۳۵۰ متر